# Rörtjärnen (Norsjö socken, Västerbotten, 720135-166774)
Rörtjärnen är en sjö i Norsjö kommun i Västerbotten och ingår i Skellefteälvens huvudavrinningsområde.